# Karl Krenauer
Karl Krenauer (Kittsee, 9 de marzo de 1959) es un deportista austríaco que compitió en ciclismo en la modalidad de pista. Ganó una medalla de bronce en el Campeonato Mundial de Ciclismo en Pista de 1982, en la carrera por puntos.

## Medallero internacional
| Campeonato Mundial | Campeonato Mundial      | Campeonato Mundial | Campeonato Mundial |
| Año                | Lugar                   | Medalla            | Competición        |
| ------------------ | ----------------------- | ------------------ | ------------------ |
| 1982               | Leicester (Reino Unido) | Medalla de bronce  | Puntuación (A)     |